# Вечірка на день народження Джекі Купера
«Вечірка на день народження Джекі Купера» (англ. Jackie Cooper's Birthday Party) — американський короткометражний документальний фільм режисера Чарльза Райснера 1931 року.

## У ролях
- Джеккі Купер — камео
- Лайонел Беррімор — камео
- Меттью «Стаймі» Бірд — камео
- Воллес Бірі — камео
- Меріон Дейвіс — камео
- Марі Дресслер — камео
- Джиммі Дюранте — камео
- Кларк Гейбл — камео
- Шарлотта Грінвуд — камео
- Гарпо Маркс — камео
- Рамон Новарро — камео
- Аніта Пейдж — камео
- Норма Ширер — камео